# Gemensamt haveri
Gemensamt haveri är en term som används för att beskriva den situation då en uppoffring görs för att avvärja eller minimera en för ett fartyg och dess last gemensam fara.
Som exempel kan nämnas att delar av lasten får vräkas i vattnet för att rädda fartyget och dess besättning.
I en stund av fara finns det föga tid till eftertanke och ingen tid att börja tvista. För att undvika diskussioner och därmed förlora dyrbar tid så uppstod den allmänna regeln att alla som hade gods ombord delade på förlusten.
Förhållandena kring ett Gemensamt haveri sköts av en dispaschör.

## York Antwerpen-reglerna
Den första kodifieringen av reglerna för gemensamt haveri skedde när de så kallade York Antwerp Rules antogs 1890. De har senare moderniserats och modererats senast 2004.
York Antwerp Rules 2004
Tre förutsättningar ställs upp.
1. Det måste vara fråga om en gemensam omedelbart förestående fara för fartyg, gods och besättning om man inte frivilligt offrar en del av godset.
2. Det måste vara fråga om ett frivilligt åtagande att vräka gods överbord för att för det allmänna bästa offra en del. Med andra ord överför man faran för helheten till en del av den.
3. Detta försök måste vara framgångsrikt.[1]

I de fall där inte alla ägare av gods behöver delta utan endast en grupp av dem brukar det betecknas som Partiellt haveri (en Particular Average).

## Exempel på deklarerade Gemensamma haverier
- Det 243 meter långa Panamaregistrerade containerfartyget MSC Sabrina på väg från Mexiko till Montreal, Kanada, körde den 8 mars 2008 fast i lera på St Lawrencefloden. Först 30 dygn senare blev hon flott och ägarna till transporterat gods hade svårt att förstå reglerna om gemensamt haveri.[3]

- Brand utbröt på containerfartyget Maersk Honam i Röda havet den 6 mars 2018, varvid fem av besättningen på 27 personer omkom. Maersk deklarerade Gemensamt haveri.[4]

- M/V Ever Givens japanska ägare deklarerade Gemensamt haveri den 1 april 2021 efter det att containerfartyget fastnat i Suezkanalen och dragits loss efter fem dagar.